# Barbeel

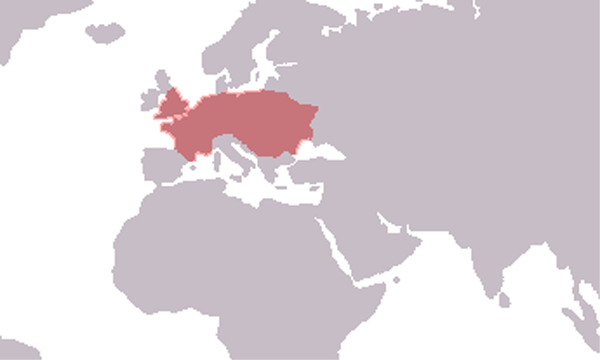

De barbeel (Barbus barbus) is een gestroomlijnde karperachtige vis van de middenlopen van rivieren, de zogenaamde barbeelzone.

## Verspreiding
De barbeel komt voor in West- en Midden-Europa, ten Noorden van de Alpen en de Pyreneeën.

## Herkenning
De barbeel is een bijna rolronde, langgerekte vis met puntige kop, een onderstandige bek, twee grote baarddraden in de mondhoek en twee baarddraden aan de punt van de bovenkaak. De buik en de onderkant van de snuit zijn wat afgeplat.
De barbeel heeft een ingesneden staartvin en een korte rugvin met een verdikte en gezaagde derde vinstraal. De kleur is goudbrons tot groenig en de buikvinnen, de aarsvin en de onderkant van de staartvin zijn wat rood gekleurd.

## Levenswijze

### Habitat
Barbelen komen voor in de nog snelstromende middenloop van rivieren. Hij komt ook veel voor in grotere beken. Grote barbelen prefereren bodems van grof grind, kleinere barbelen komen meer voor op bodems met fijn zandig grind.

### Voedsel
De barbeel leeft van allerlei bodemdieren, maar wat grotere exemplaren eten ook vaak visjes.

### Voortplanting
De barbelen trekken naar de paaiplaatsen in de maanden mei tot juli. Daar zetten ze zo'n 10.000 gele eieren per wijfje af op grindbanken die in de hoofdstroom liggen, vaak bij de monding van zijriviertjes, waar een rijke structuur wordt gecombineerd met een vrij grote stroomsnelheid. De eieren blijven goed kleven en zijn giftig en purgerend, zodat de barbeel niet veel last heeft van kuitrovers. De larven zoeken langzaam stromend tot bijna stilstaand water op met veel schuilgelegenheid.

### Groei
De barbeel kan 120 cm lang worden en 12 kg zwaar. In Nederland zijn de grootste barbelen die op de IJssel en Waal worden gevangen 89 cm lang en 7 kg zwaar. Het Engelse hengelrecord is een 9,5 kg zware vis van onbekende lengte (95–100 cm?). De barbeel wordt na drie tot vier (mannetjes) of vier tot vijf (vrouwtjes) jaar geslachtsrijp.

## Voorkomen in de Benelux
De barbeel was in het begin van de twintigste eeuw vrij talrijk in het stroomgebied van de Maas in Midden- en Zuid-Limburg. Toen kwam deze vis ook nog voor in de Waal, de Rijn en de Gelderse IJssel. Aan het eind van de negentiende eeuw was er ook nog een gerichte beroepsvisserij op barbeel.
Paaiplaatsen in de Jeker en de Geul gingen vóór 1960 verloren. Tussen 1978 en 1990 ontbreken ook aanwijzingen voor voortplanting in de Maas. Zeer waarschijnlijk is de barbeel met meer dan een factor honderd (99%) in aantal achteruitgegaan sinds het begin van de twintigste eeuw. De meeste vangsten van de barbeel tussen 1980 en 1995 kwamen uit de Maas, maar er waren ook incidentele vangsten in de grote rivieren, het Ketelmeer en het IJsselmeer. In totaal waren er 58 uurhokken met waarnemingen.

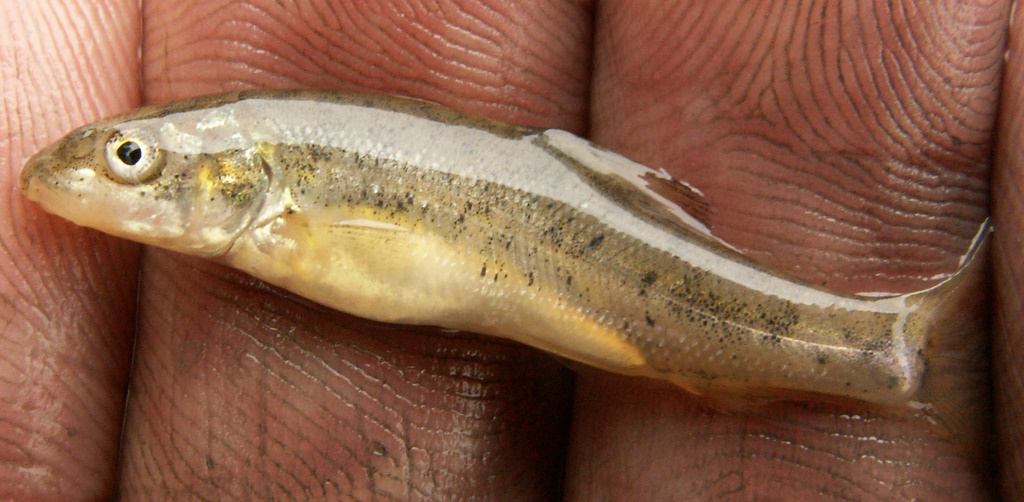
Eenzomerig barbeeltje uit de Waal bij Tiel

De situatie is vandaag de dag aanmerkelijk gunstiger. In de Grensmaas komt weer veel barbeel voor, en ook in de Waal, de IJssel, de Nederrijn, en de Lek worden vaak barbelen gevangen tijdens de visserij op voorn en brasem. Op veel plekken aan de IJssel en de Waal is het ook mogelijk om gericht op barbeel te vissen. Op plekken in de Waal waar veel stroming is en veel beschutting door stenen kunnen eenzomerige barbeeltjes worden gevangen. In absolute aantallen is de stand nog niet te vergelijken met die van de winde of de roofblei, maar het stemt toch hoopvol. Gezien het formaat van deze visjes is het in ieder geval zeker dat de barbeel zich in de Waal of Rijn succesvol voortplant.
Ook in de Nederrijn komen barbelen voor, maar doordat de stroming in de zomer wegvalt door de stuwen bij Driel en Maurik, zal de barbeel daar waarschijnlijk nooit meer de oorspronkelijke stand benaderen.

## Knelpunten
- Een schone zand- of grindbodem is voor de barbeel nodig om boven te paaien. Het rivierwater moet schoon zijn en afwisseling is noodzakelijk tussen diep en ondiep water. Verder moet er variatie zijn in de stroming en de oevers moeten schuilgelegenheid bieden. Een riviertraject van 10 tot 15 km moet aan deze voorwaarden voldoen. Het grootste knelpunt is de kanalisatie van de Maas.

- Larven van de barbeel zijn gevoelig voor chemische vervuiling door pcb's en hoge chloridegehalten. Vermesting van het water zorgt voor veel aangroei op de grindbanken, zodat ze voor voortplanting ongeschikt worden.

- Lage waterstanden in de zomer in de Grensmaas vormen een steeds terugkerend probleem.

- Barbelen zijn bodemvissen en daardoor niet erg geneigd om vistrappen te passeren.

## Maatregelen
- Het herstellen van grindbedden in de Grensmaas.
- Het opheffen van barrières bij stuwen.
- Het beter toegankelijk maken van grote beken die uitmonden in de Maas en de IJssel.
- De aanleg van nevengeulen die als opgroeigebieden kunnen dienen zoals gebeurt in de Gelderse Poort.
- De zuivering van afvalwater dat in de Maas geloosd wordt.

De barbeel staat genoemd in de Visserijwet. Er geldt een minimummaat (30 cm) en er is een gesloten tijd (1 april - 31 mei). De soort staat als 'kwetsbaar' op de rode lijst.